# Olympische Sommerspiele 1992/Teilnehmer (Madagaskar)
| Gelbes Symbol für Goldmedaillen mit stilisierten Olympischen Ringen | Graues Symbol für Silbermedaillen mit stilisierten Olympischen Ringen | Braundes Symbol für Bronzemedaillen mit stilisierten Olympischen Ringen |
| ------------------------------------------------------------------- | --------------------------------------------------------------------- | ----------------------------------------------------------------------- |
| —                                                                   | —                                                                     | —                                                                       |

Madagaskar nahm an den Olympischen Sommerspielen 1992 in Barcelona, Spanien, mit einer Delegation von dreizehn Sportlern (acht Männer und fünf Frauen) an 15 Wettkämpfen in sechs Sportarten teil. Medaillen konnten keine gewonnen werden. Es war die sechste Teilnahme an Olympischen Sommerspielen für das Land. 

## Teilnehmer nach Sportarten

### Boxen
Herren
- Heritovo Rakotomanga
  - Federgewicht

Runde eins: gegen Wasesa Sabuni aus Schweden nach Punkte durchgesetzt (22:14)
Runde zwei: ausgeschieden gegen Daniel Dumitrescu aus Rumänien nach Punkte (8:18)
Rang neun

- Anicet Rasoanaivo
  - Halbfliegengewicht

Runde eins: ausgeschieden gegen O Chong-chol aus Nordkorea durch KO in der zweiten Runde
Rang 17

### Gewichtheben
Herren
- Harinela Randriamanarivo
  - Federgewicht

Finale: 195,0 kg, Rang 30
Reißen: 85,0 kg, Rang 31
Stoßen: 110,0 kg, Rang 30

### Judo
Herren
- Jean-Jacques Rakotomalala
  - Halbmittelgewicht

Rang 22

- Luc Rasoanaivo-Razafy
  - Leichtgewicht

Rang 34

### Leichtathletik
Damen
- Nicole Ramalalanirina
  - 100 Meter Hürden

Runde eins: ausgeschieden in Lauf vier (Rang fünf), 13,40 Sekunden

- Lalao Ravaonirina
  - 100 Meter

Runde eins: ausgeschieden in Lauf fünf (Rang fünf), 11,74 Sekunden
  - 200 Meter

Runde eins: in Lauf sieben (Rang vier) durchgesetzt, 23,58 Sekunden
Viertelfinale: ausgeschieden in Lauf zwei (Rang sechs), 23,63 Sekunden

Herren
- Toussaint Rabenala
  - Dreisprung

Qualifikationsrunde: Gruppe A, 16,84 Meter, Rang sechs, Gesamtrang 14, nicht für das Finale qualifiziert
Versuch eins: 16,45 Meter
Versuch zwei: 16,58 Meter
Versuch drei: 16,84 Meter

- Hubert Rakotombélontsoa
  - 400 Meter Hürden

Runde eins: ausgeschieden in Lauf fünf (Rang vier), 51,54 Sekunden

- Alain Razahasoa
  - Marathon

Finale: 2:41:41 Stunden, Rang 81

### Schwimmen
Damen
- Vola Hanta Ratsifa Andrihamanana
  - 50 Meter Freistil

Runde eins: ausgeschieden in Lauf eins (Rang zwei), 28,22 Sekunden
Gesamtrang 43
  - 100 Meter Rücken

Runde eins: ausgeschieden in Lauf zwei (Rang sieben), 1:17,77 Minuten
Gesamtrang 38

### Tennis
Damen

Doppel
- Ergebnisse
Runde eins: ausgeschieden gegen Spanien mit 0:2 nach Sätzen
Rang 17
- Spielerinnen
Dally Randriantefy
Natacha Randriantefy

Einzel
- Dally Randriantefy
Runde eins: ausgeschieden gegen Patricia Hy-Boulais aus Kanada mit 0:2 nach Sätzen
- Natacha Randriantefy
Runde eins: ausgeschieden gegen Helena Suková aus der Tschechoslowakei mit 0:2 nach Sätzen